# Provincia del Este (Sierra Leona)
La provincia del Este es una de las cinco provincias de Sierra Leona. Cubre un área de 15 553 km² y albergaba una población de 1 939 122 personas en 2021. La capital es Kenema.

## Distritos
- Distrito de Kailahun, con capital en Kailahun
- Distrito de Kenema, con capital en Kenema
- Distrito de Kono, con capital en Koidu